# Cascera inconcisa
Cascera inconcisa är en fjärilsart som beskrevs av Swinhoe 1892. Cascera inconcisa ingår i släktet Cascera och familjen tandspinnare. Inga underarter finns listade i Catalogue of Life.